# Glasögonpetrell
Glasögonpetrell (Procellaria conspicillata) är en hotad fågel i familjen liror som förekommer i södra Atlanten.

## Utseende
Glasögonpetrellen är en stor (55 cm) och svart petrell med vita band i ansiktet som gett fågeln dess namn. Näbben är hornfärgad eller gul. Lätet liknar vithakad petrell men är något mörkare.

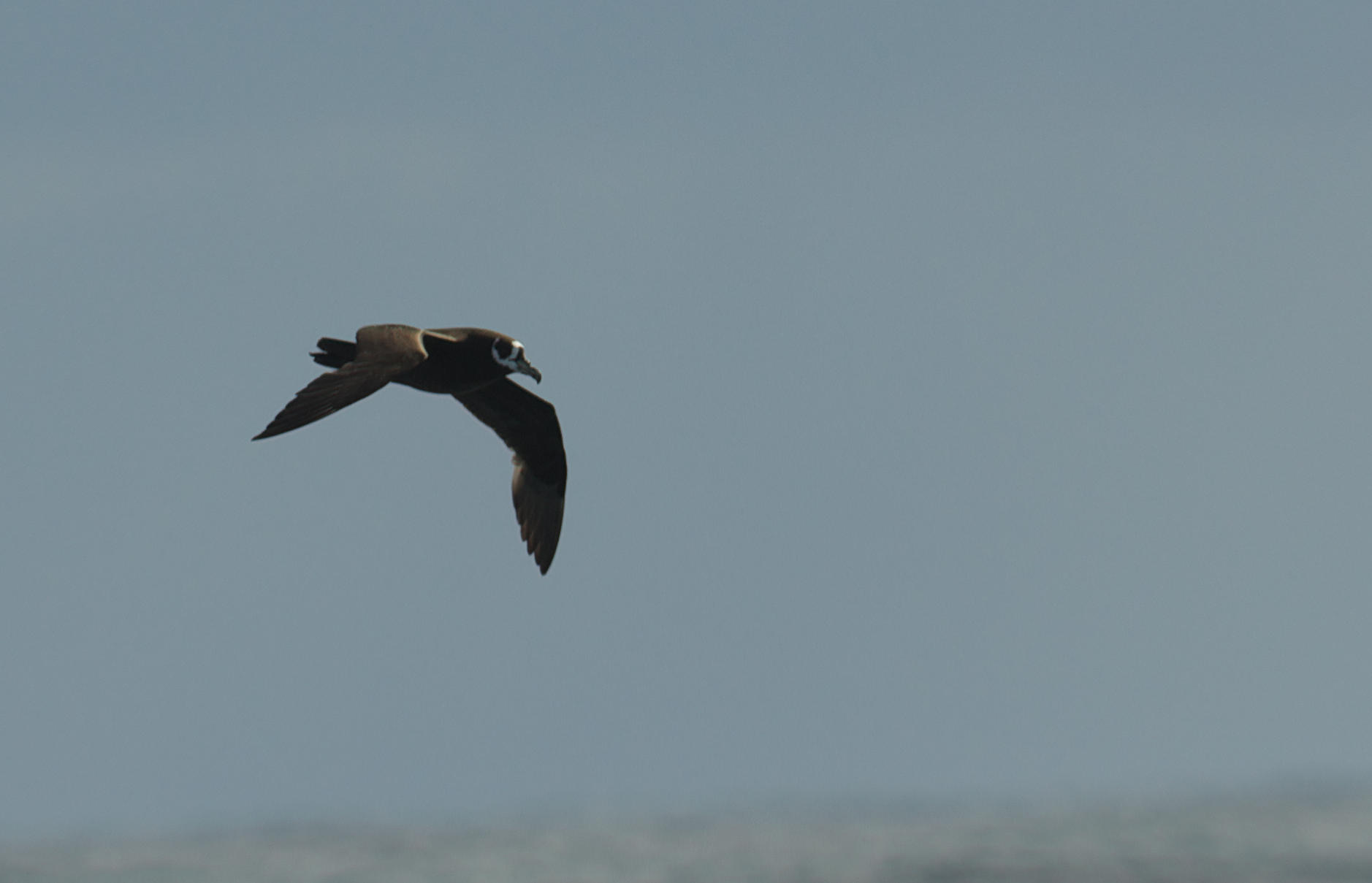

## Utbredning och systematik
Fågeln häckar endemiskt på Inaccessible Island i ögruppen Tristan da Cunha. Dess pelagiska utbredningsområde utanför häckningstid sträcker sig från centrala Sydamerikas östkust till Sydafrikas västkust. På 1800-talet kan den ha förekommit i Indiska oceanen och möjligen häckat på Amsterdamön. Fynd har gjorts utanför Australien. Tidigare har den och vithakad petrell (Procellaria aequinoctialis) behandlats som en och samma art.

## Levnadssätt
Glasögonpetrellen häckar årligen i kolonier från september till mars. Äggläggning inleds i oktober, med kläckning i december och flygga ungar i mars. Den häckar i fuktig hedmark på 250 till 500 meters höjd, mestadels i lösa kolonier bland kambräken av arten Blechnum palmiforme. Födan består av bläckfisk, kräftdjur och småfisk.

## Status
Eftersom glasögonpetrellen har ett mycket litet utbredningsområde är den väldigt känslig för yttre störningar. Internationella naturvårdsunionen IUCN kategoriserar därför arten som sårbar. Världspopulationen uppskattas till 20 000 häckande individer och tros vara i ökande.